# 胡湘 (南海縣知縣)
胡湘（？—？），湖南人，清朝政治人物。监生出身。

## 生平
咸丰三年（1853年），擔任清朝廣州府南海縣知縣。后由李鰲接任。